# Triammatus
Triammatus es un género de escarabajos longicornios.

## Especies
- Triammatus brunneus Breuning, 1947
- Triammatus chevrolati Pascoe, 1856
- Triammatus saundersii Chevrolat, 1856
- Triammatus subinermis Breuning, 1955
- Triammatus tristis Pascoe, 1860
- Triammatus waigeuensis Gilmour, 1950